# Langues au Guyana

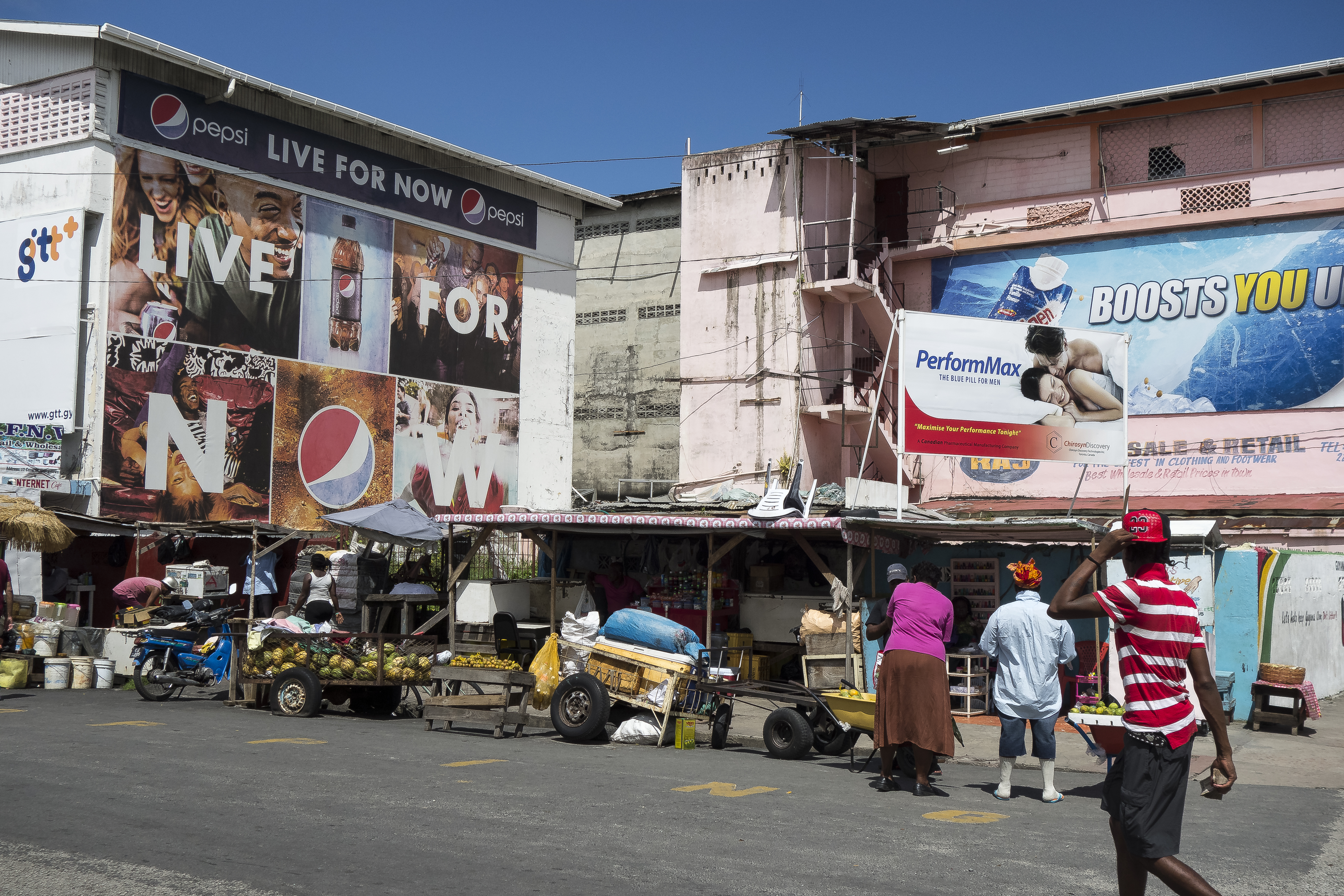
Affiches publicitaires en anglais dans une rue de Downtown Georgetown.

La langue officielle du Guyana est, dans les faits, l'anglais, bien qu'il ne soit pas inscrit dans la constitution ; il est la langue maternelle de 20 % de la population du pays et il est parlé par 52 % d'entre elle. Le Guyana est le seul pays d'Amérique du Sud ayant officiellement pour langue l'anglais. 15 % de la population ne sait ni parler l'anglais, ni son créole, surtout des personnes âgées issues de la communauté indienne, ou des Amérindiens, au sud, ou des migrants brésiliens. 
Le portugais est de plus en plus appris dans le sud du pays du fait de la présence du Brésil voisin, tandis que l'espagnol et le français sont également appris dans l'enseignement secondaire.

## Statistiques diverses
- Langues de consultation de Wikipédia (2013) : anglais 98 %
- Langues d'interface de Google Guyana[2] : anglais